# Goethedenkmal (Wien)

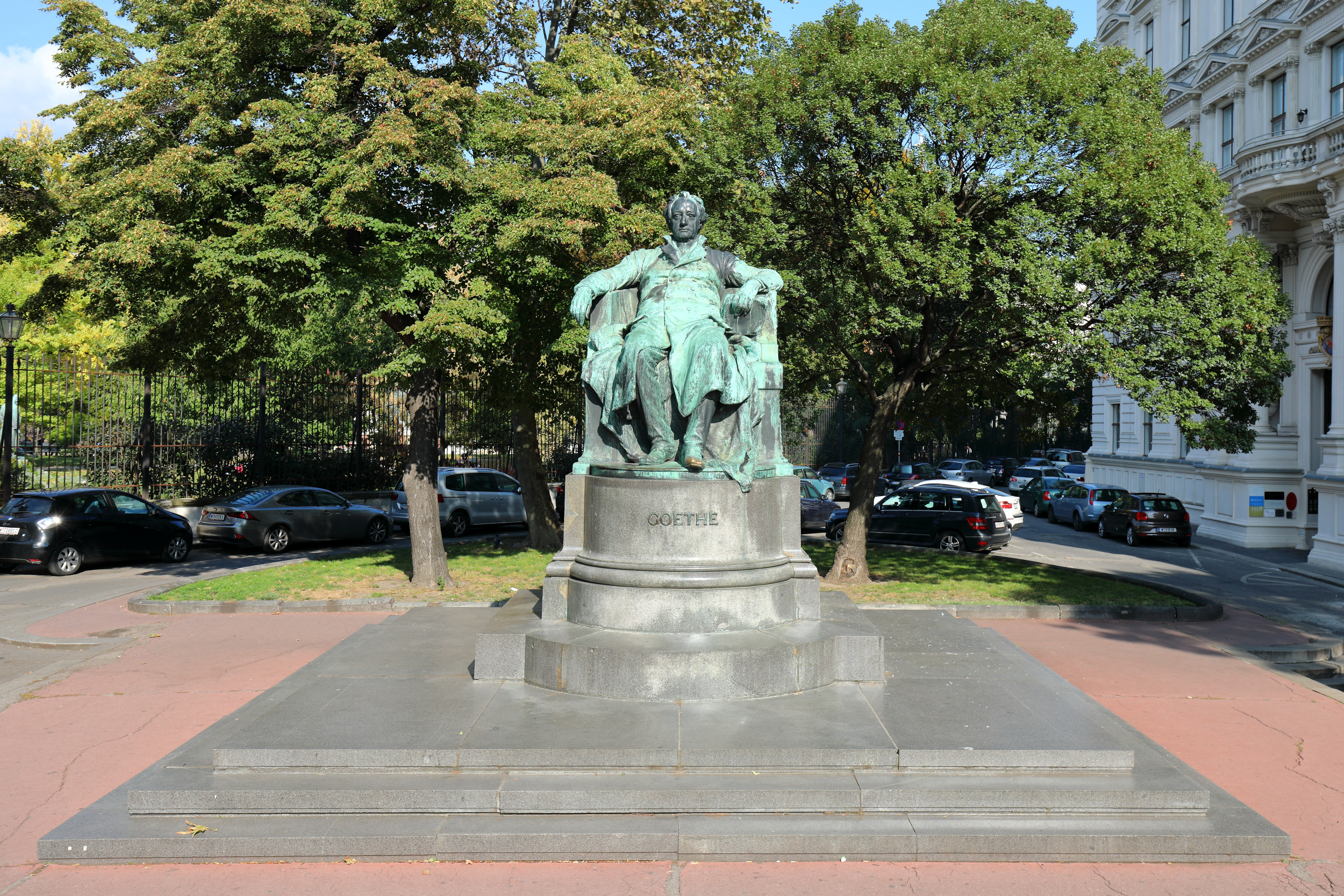
Gesamtansicht des Goethedenkmals

Das Goethedenkmal ist ein Denkmal zu Ehren Johann Wolfgang von Goethes in Wien und befindet sich an der Ecke Opernring/Goethegasse im 1. Bezirk Innere Stadt. Das von Edmund von Hellmer entworfene Monument wurde am 15. Dezember 1900 enthüllt. Auf der gegenüberliegenden Seite der Ringstraße befindet sich auf dem Schillerplatz das bereits 1876 errichtete Schillerdenkmal.

## Geschichte
Für den Entwurf des Denkmals wurde 1889 ein Wettbewerb ausgeschrieben, doch wurde von der Kommission keine endgültige Entscheidung getroffen. Viktor Tilgner und Edmund von Hellmer, deren Entwürfe den größten Anklang fanden, wurden gebeten, neue Entwürfe einzureichen. Nachdem Tilgners Entwurf jedoch nicht den vorgeschriebenen Proportionen entsprach, wurde er „aus technischen Gründen“ ausgeschlossen, wodurch der Auftrag an Edmund von Hellmer ging.
Das Goethedenkmal wurde auf Kosten des Wiener Goethe-Vereins errichtet, den der Goetheforscher Karl Julius Schröer am 4. Jänner 1878 gründete. Das Modell war 1895 fertiggestellt und der Guss erfolgte anschließend in der Berndorfer Metallwarenfabrik.

## Beschreibung

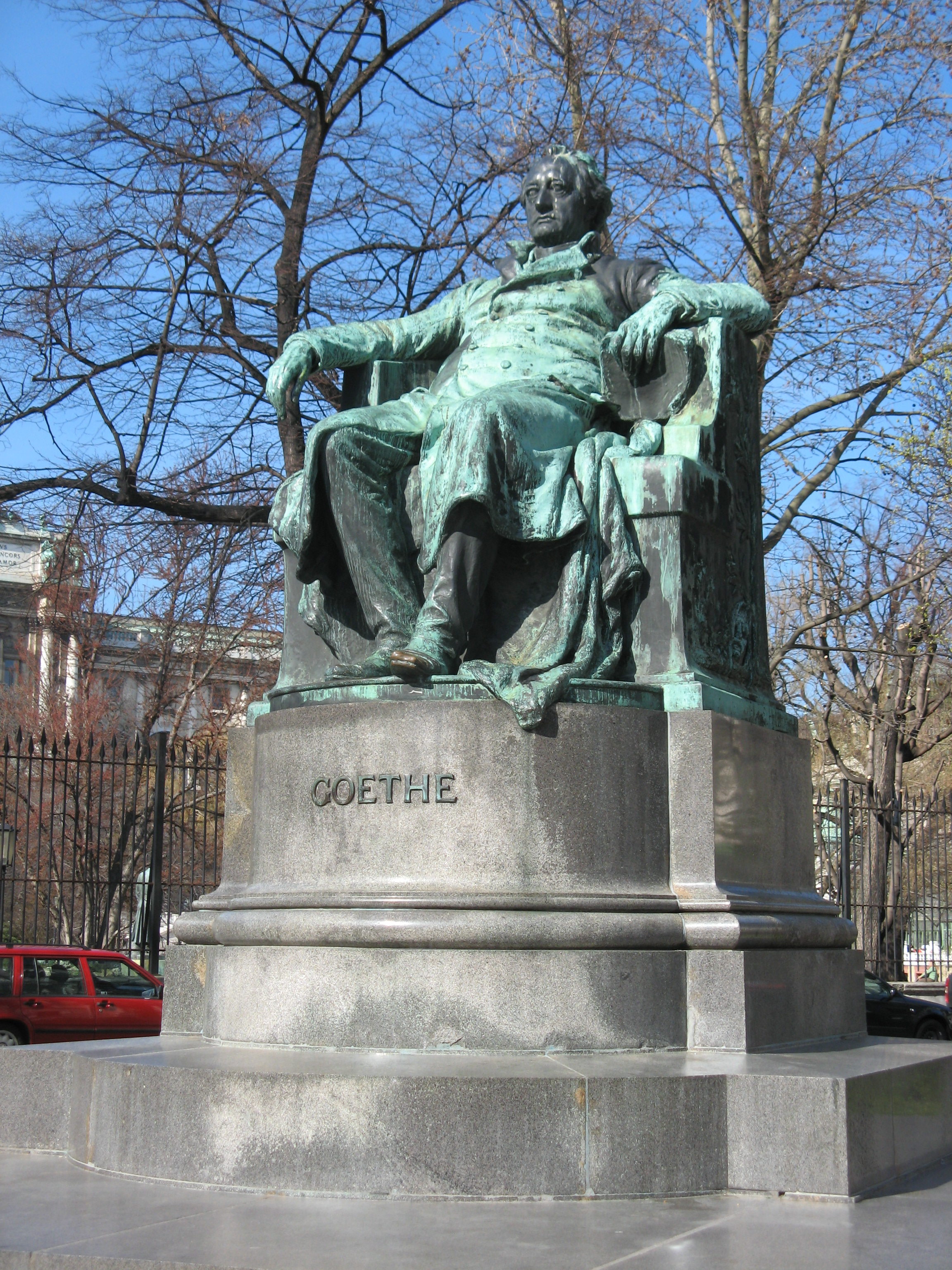
Postament mit Dichterfigur

Der Dichter ist in einem bronzenen Prunksessel sitzend dargestellt, der auf einem vorn nach außen gewölbten dreistufigen Postament aus italienischem Granit steht. Dieses Postament wurde wiederum auf einem weit ausladenden, flachen, dreistufigen Podest errichtet. Das Denkmal ist insgesamt 5,55 m hoch, wobei der Sockel 2,62 m und die Dichterfigur mit Stuhl 2,93 m ausmachen.
Der Granit des Sockels ist aufgrund seines hohen Urangehalts radioaktiv. Die Strahlungsbelastung in unmittelbarer Nähe beträgt etwa das Vierfache der Hintergrundstrahlung in der Umgebung.
Rückseitig des Monumentes wurde eine von Karl Julius Schröer geforderte halbkreisförmige, kleine Grünfläche angelegt und drei Bäume gepflanzt, so dass in späterer Folge die Sitzfigur einen grünen Hintergrund bekommt.